# Jarosław Lato
Jarosław Lato (Świdnica, 17 giugno 1977) è un ex calciatore polacco, di ruolo centrocampista.

## Carriera

### Club

#### Dyskobolia Grodzisk
Debutta con il Dyskobolia Grodzisk il 4 marzo 2006 nella sconfitta fuori casa per 2-1 contro il Wisla Cracovia.
Fa il suo primo gol con il Dyskobolia il 18 novembre 2006 nel pareggio casalingo per 1-1 contro il Górnik Łęczna.
Fa la sua ultima presenza, e gol, il 26 aprile 2008 nella vittoria per 3-0 contro il Widzew Łódź.

#### Polonia Varsavia
Debutta con il Polonia Varsavia l'8 agosto 2008 nel pareggio fuori casa per 2-2 contro il Legia Varsavia.
Segna il primo gol con il Polonia Varsavia il 17 ottobre 2008 nel pareggio casalingo per 1-1 contro il KS Cracovia.
Segna l'ultimo gol con il Polonia Varsavia l'11 aprile 2009 nella vittoria fuori casa per 1-3 contro il Ruch Chorzów.
Fa la sua ultima partita nel Polonia Varsavia il 13 settembre 2009 nella sconfitta casalinga per 0-1 contro lo Zagłębie Lubin.

#### Jagiellonia Białystok
Debutta con lo Jagiellonia Białystok il 27 febbraio 2010 nella sconfitta fuori casa per 1-0 contro il Korona Kielce, quando viene sostituito all'80º da Remigiusz Jezierski.
Segna il suo primo gol con i nuovi compagni la partita successiva, ovvero il 6 marzo 2010, nella vittoria fuori casa per 1-2 contro lo Śląsk Breslavia.
Segna l'ultimo gol con lo Jagiellonia il 12 marzo 2011 nella sconfitta fuori casa per 1-2 contro il Lechia Danzica.
Fa la sua ultima presenza con lo Jagiellonia Białystok il 29 maggio 2011 nella vittoria casalinga per 2-1 contro il Ruch Chorzów.

## Palmarès
- Coppa di Polonia: 2

Dyskobolia: 2006-2007
Jagiellonia Białystok: 2009-2010
- Coppa di Lega polacca: 2

Dyskobolia: 2007, 2008
- Supercoppa di Polonia: 1

Jagiellonia Białystok: 2010